# Доминус
«Доминус» — киноальманах, состоящий из двух фильмов, снятых режиссёрами Александром Хваном и Мариной Цурцумия в 1990 году по двум рассказам Рэя Брэдбери.

## Сюжет
«Хозяин» (фильм снят по рассказу «Коса»).
Великая депрессия. По дорогам США в поисках лучшей доли колесит семья Эриксонов: Дрю, его жена Молли, дочь Сьюзи и парализованный сын Энди. Неожиданно они находят окружённую большим пшеничным полем ферму, умерший хозяин которой оставил всё своё хозяйство первому пришедшему. Помимо этого, в наследство Дрю достаётся коса с надписью «Мой хозяин — хозяин мира». В доме полно еды, есть козы, однако Эриксон пытается косить пшеницу, которая тут же гниёт, а на её месте вырастает новая. Дрю начинает понимать, что колосья — это человеческие жизни, а он — жнец. Эриксон пытается уехать из этого зловещего места, но Молли категорически против. Однажды на ферме возникает пожар, в котором погибает вся семья Дрю. Оставшись один, фермер с ожесточением начинает косить колосья. Его преследуют образы войн, концлагерей, атомной бомбардировки. А он продолжает косить…
«Чёртово колесо» (фильм снят по одноимённому рассказу).
Двое мальчиков обращают внимание на то, что аттракцион крутится в обратном направлении. Помимо этого, их беспокоит появление в городе странного мальчика Джозефа Пейджа, которого ребята считают владельцем колеса, который способен становиться со временем всё моложе и моложе. Мальчики останавливают аттракцион, и среди его обломков обнаруживается скелет его хозяина.

## В ролях
- Виктор Евграфов — Дрю Эриксон
- Елена Евсеенко — Молли Эриксон
- Наталья Коренченко — Сьюзи Эриксон
- Александр Михарев — Энди Эриксон
- Борис Юхананов
- Игнат Чиков
- Дмитрий Бродов
- Владимир Стульников
- Валентин Муравьёв
- Наталья Царёва
- Михаил Колесников